# Gilles Kahn
Gilles Kahn (Parigi, 17 aprile 1946 – Garches, 9 febbraio 2006) è stato un informatico francese.
Ha introdotto il concetto di reti di processo di Kahn (Kahn process network), un modello usato nel calcolo parallelo per la descrizione della semantica dei linguaggi di programmazione.
È diventato membro della Accademia francese delle scienze nel 1997 ed è stato presidente e direttore generale dell'Institut national de recherche en informatique et en automatique (INRIA) dal 2004 al 2006.